# Laurentius Palumbus
Laurentius Palumbus, född 1615 i Vreta klosters församling, Östergötland, död 4 juni 1667 i Vreta klosters församling, Östergötlands län, var en svensk präst.

## Biografi
Laurentius Palumbus föddes 1615 i Vreta klosters församling. Han var son till kyrkoherden Nicolaus Palumbus (1568–1650) och Ragnhild Larsdotter (Laurin) (1580–1623). Palumbus blev 7 september 1635 student vid Uppsala universitet under namnet Wretensis och avlade 22 maj 1646 magisterexamen. Han prästvigdes 1647 och blev 1650 kyrkoherde i Vreta Klosters församling och kontraktsprost i Gullbergs kontrakt. Han riksdagsman vid riksdagen 1659–1660 och preses vid prästmötet 1665. Palumbus avled 1667 och begravdes i Vreta klosters kyrka av biskopen Samuel Enander i Linköpings stift.

### Familj
Plaumbus gifte sig första gången 1647 med Mechtild Månsdotter (1625–1658). Hon var dotter till kyrkoherden Magnus Haraldi Wallerstadius i Linköpings församling och Kjerstin Thyrilsdotter (Stålhandske). De fick tillsammans barnen Nils Palumbus (född 1648), Christina Palumbus som var gift med kyrkoherden Theseus Magni Rydelius (1636–1708) i Väderstads församling, Anna Palumbus (född 1652), Margareta Palumbus (1654–1683), Lars Palumbus (född 1657) och tre barn som dog i späd ålder.
Palumbus gifte sig andra gången 1660 med Anna Enander (1615–1667). Hon var dotter till kyrkoherden Nicolaus Petri i Västra Eneby församling. Anna Enander var änka efter kyrkoherden Daniel Laurentii Daalhemius i Kättilstads församling.